# Heiligdom van Athena Pronaia

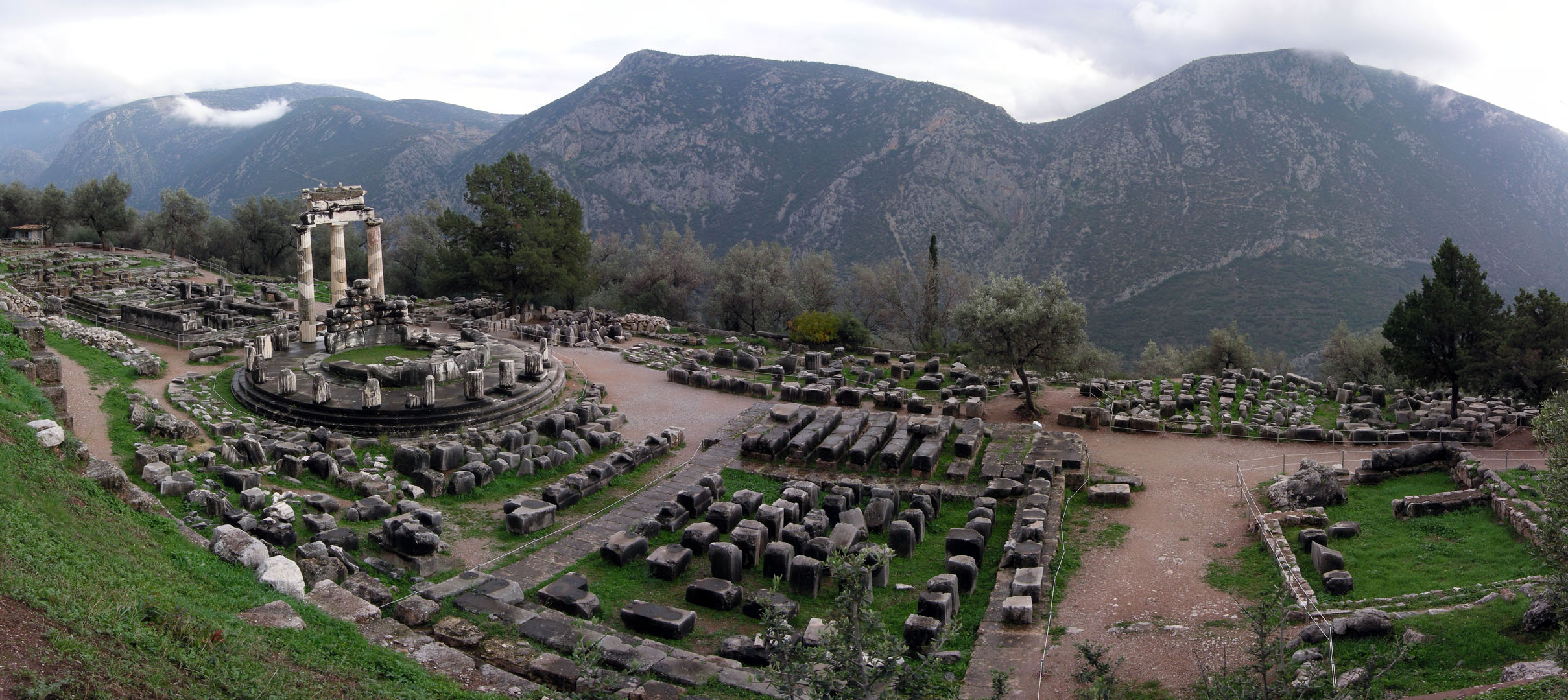
Heiligdom van Athena Pronaia in Delphi

Het heiligdom van Athena Pronaia, in de volksmond de Marmariá, de Marmergroeve, ligt in Delphi, een van de beroemdste plaatsen uit het oude Griekenland. Delphi is vooral bekend door het orakel, dat er gevestigd was. Het heiligdom van Athena Pronaia ligt ten zuidoosten van de Apollontempel aan de heilige weg daarheen. Het heiligdom van Athena Pronaia bestaat uit een aantal tempels, daterend uit verschillende perioden. De oudste resten daarvan komen uit de neolithische, Minoïsche en Myceense tijd, toen de plaats aan een godin was gewijd, die de Grieken later Gaia, de moedergodin, zouden noemen. Het doel van het heiligdom van Athena was infrastructuur voor de cultus van deze godin onder de naam van Athena Pronaia, die tegelijk haar halfbroer Apollon moest beschermen.
Het heiligdom is vaak door aardbevingen verwoest en de tempels zijn weer opgebouwd of geheel vervangen.

## Opgravingen van Delphi

Grondplan van de opgravingen in Delphi
Heiligdom van Apollo
Stadion
Heilige bron van Castalia
Gymnasium
Heiligdom van Athena Pronaïa
Archeologisch museum van Delphi
Huidig dorp Delphi (buiten de kaart)

## Beschrijving

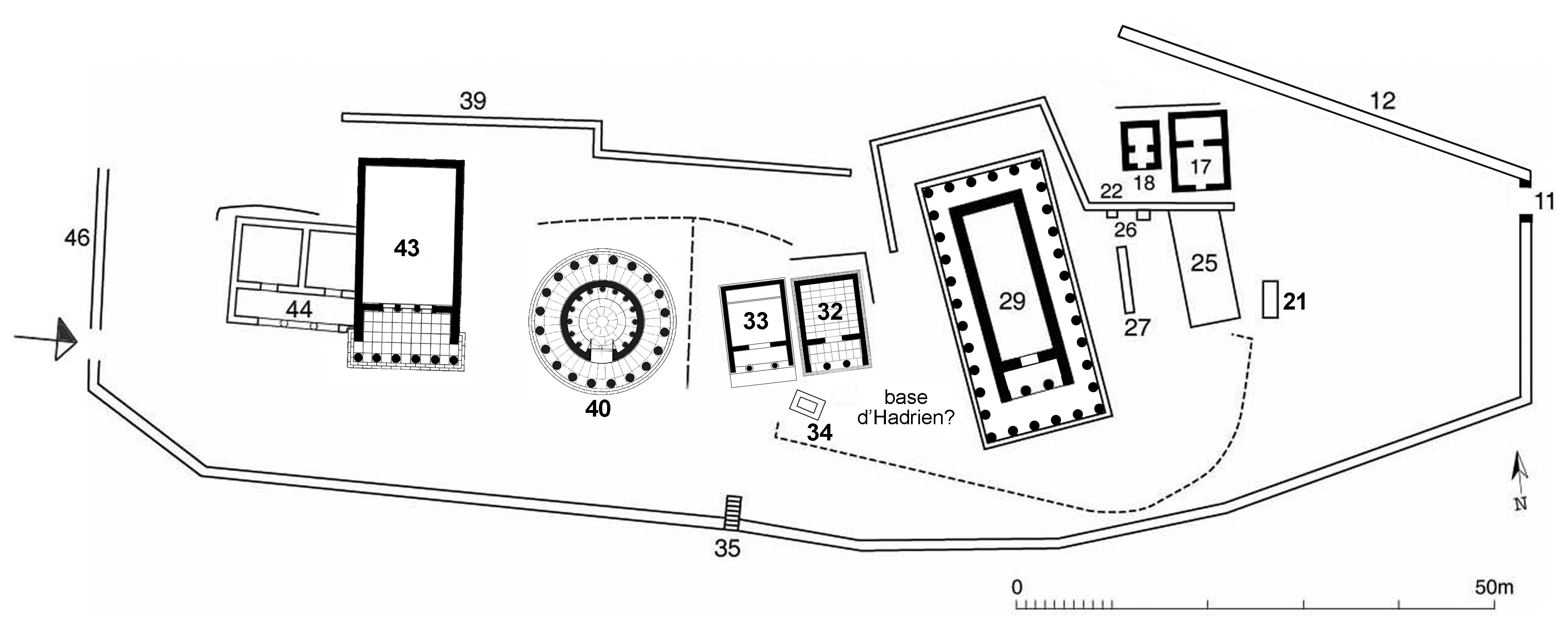
plattegrond

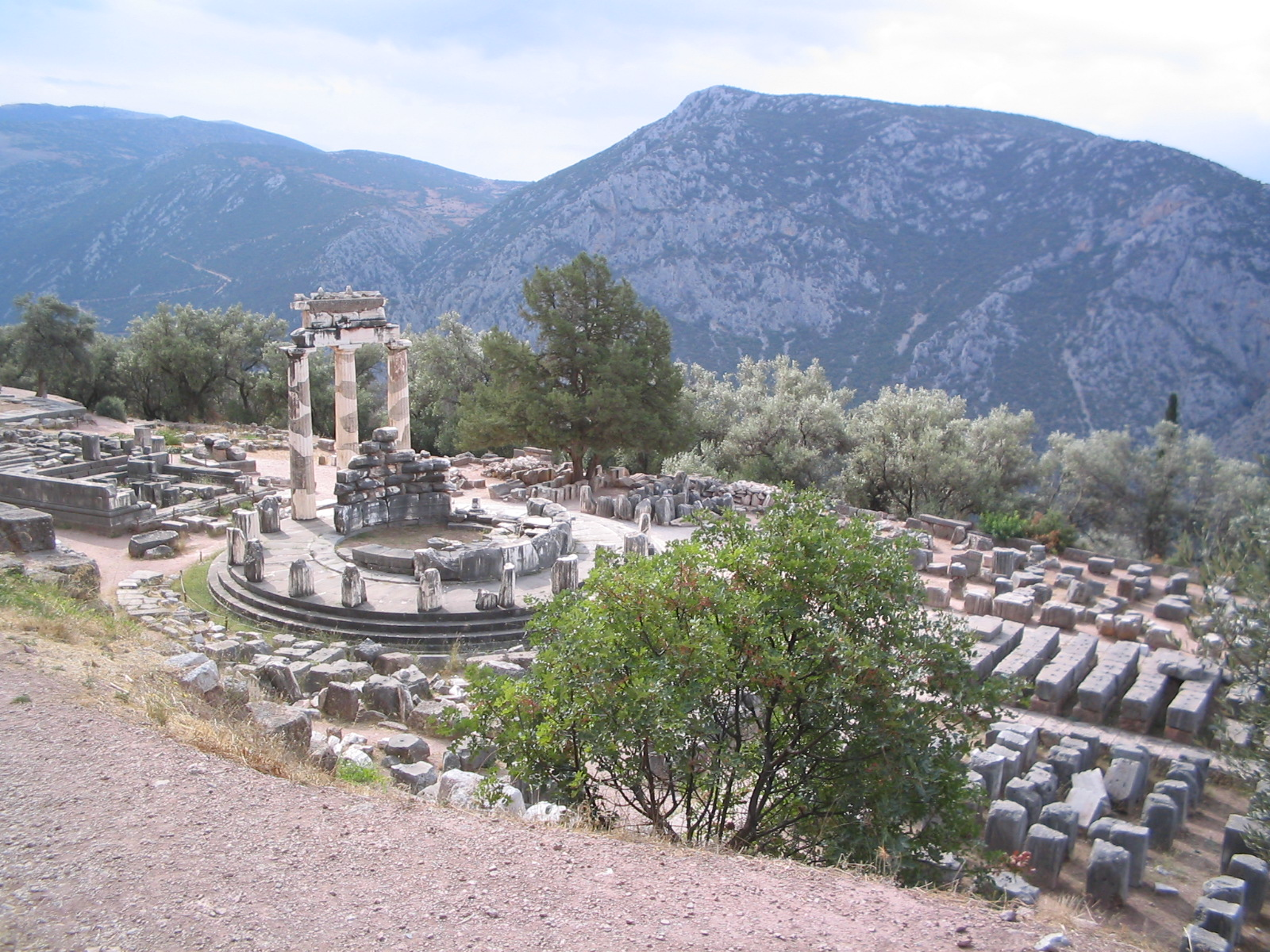
links de Tholos

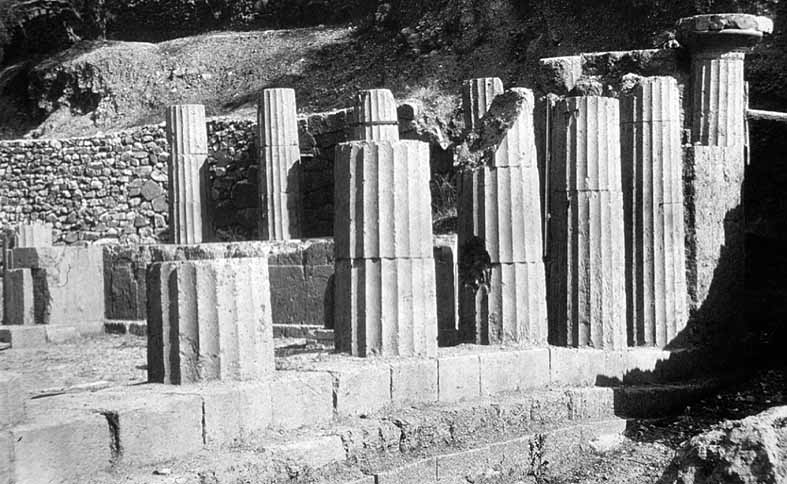
tempel van Athena voor 1905

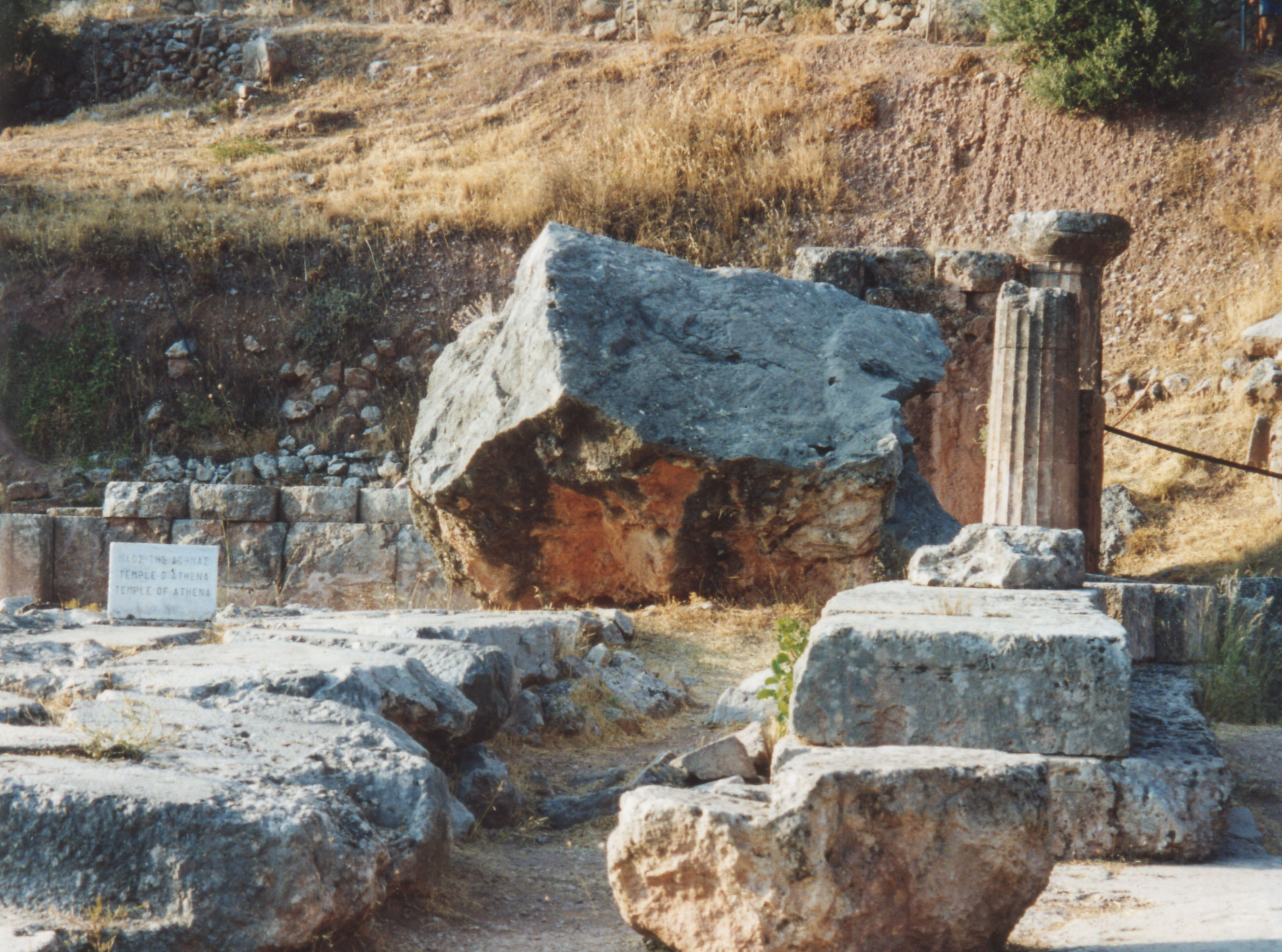
tempel van Athena in de Marmaria

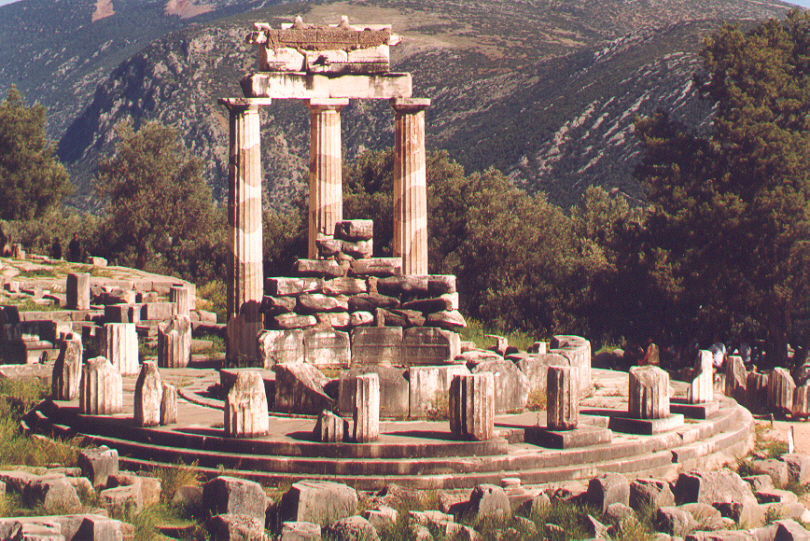
Tholos van Athena Pronaia

Het heiligdom bevindt zich op ongeveer 800 meter van de hoofdruïne in Delphi, iets lager langs de weg.
Het beslaat een terras dat werd gevormd door aanleg van stutmuren en een typische peribolosmuur met verschillende toegangen, daterend uit de klassieke periode, die de sacrale gebouwen omsluit, evenals een deel van de kleinere archaïsche muur, die een zeldzaam voorbeeld vormt van polygonale muurbouw. Het geheel ligt aan de zuidoost zijde van de latere Apollontempel en werd vaak uitgebreid.
In de klassieke oudheid was dit heiligdom het eerste dat de bezoeker op zijn weg naar Apollontempel tegenkwam. Om die reden noemde men het ook pronaia, dat voor de naos betekent. Met deze laatste werd de hoofdtempel van Apollon bedoeld.
Uit opgravingen is gebleken dat er in Delphi al vanaf het 5e als neolithische nederzetting tot het 3e millennium v.Chr. tijdens de Minoïsche beschaving door mensen activiteiten werden uitgeoefend.
Wanneer men het heiligdom van Athena Pronaia betreedt, ziet men links twee kleinere archaïsche gebouwen die als schatkamers werden beschouwd. Rechts staan er altaren, meestal uit de 6e eeuw v.Chr., waarvan het grootste bij de tempel van Athena hoort. Aan de inscripties kan men nagaan dat de kleinere aan Zeus, Athena, de Eileithyias en de Hygieias zijn gewijd.
Het eerste grote gebouw van het heiligdom is een archaïsche tempel gewijd aan Athena, die aan het eind van de 6e eeuw v.Chr. is gebouwd. Het is een peripteros van de Dorische orde met 6 rijen van 12 zuilen, waarvan er nog twee overeind staan. De oorspronkelijke tempel werd in 480 v.Chr. beschadigd, toen men met vallende rotsblokken de oprukkende Perzen probeerde te stuiten.
Er waren uitgewerkte metopen en reliëfsculpturen, waar alleen kleine fragmenten van over zijn. De huidige tempel werd in 373 v.Chr. aan de westkant gebouwd, toen de oudere tempel aan de oostzijde door een aardbeving zou zijn vernield. De cella van de tempel geeft in een pronaos uit op het zuiden.
In de fundering zijn stukken van zuilen van de oudere tempel gevonden, die medio 7e eeuw v.Chr. wordt gedateerd, dus een van de oudste tempels uit de Oud-Griekse architectuur.
Achter de archaïsche tempel liggen de ruïnes van de twee kleine gebouwtjes die als schatkamer fungeerden. Het eerste is Dorisch en wordt gedateerd aan het begin van de 5e eeuw v.Chr. Het tweede is Ionisch en werd rond 530 v.Chr. gebouwd, mogelijk als schenking door Massaliotos. Het bevatte een verzameling juwelen.
Vervolgens staan er drie heropgerichte zuilen van de beroemde Tholos van Delphi. Vitruvius noemt een zekere Theodorus van Phocaea in Anatolië als de architect. Dit cirkelvormig paviljoen wordt tussen 380 en 360 v.Chr. gedateerd. De Tholos heeft een stenen crepidoma, fundering, die uit drie niveaus bestaat met een marmeren bovenbouw. Het marmer is afkomstig uit Attica. Er bevond zich een cella in het centrum.
De constructie bevatte 20 Dorische zuilen in het rond met een buitendiameter van 14,76 meter, en een tiental Korinthische halve zuilen aan de binnenzijde, het precieze aantal is onzeker. De tien halve binnenzuilen rustten lichtjes tegen de muur aan. Ze behoren tot de oudste voorbeelden van Korinthische zuilen van dit type. Tussen de buitenste zuilenring en de muren van de cella was er een nauwe doorgang met een delicaat decoratief dak dat conisch toeliep. Het was versierd met acroteria in de vorm van vrouwelijke figuren in een dansende pose. Er waren twee grote friezen, één rond de bovenzijde van de cellawand, de andere aan de buitenste rand van de Tholos. Boven op de buitenste colonnade rustten epistylen met friezen van veertig trigliefen en metopen. De ingang lag op het zuiden.
De reliëfvoorstellingen, die de amazonomachia en de strijd tegen de centauren uitbeeldden, bevinden zich thans in het museum. Binnen in de cella werd een voetstuk geplaatst voor beelden die er in de Romeinse tijd ter verering van Romeinse keizers stonden.
Ten westen van de Tholos liggen de fundamenten van de nieuwe tempel van Athena uit ca. 370 v.Chr. Die was Dorisch, maar geen peripteros, en had slechts zes zuilen aan de voorkant. Het gebruik van de kamers van een aangrenzend gebouw, waar de tempel deels overheen staat, is nog onduidelijk.

## Voorgeschiedenis
Het was de Franse architectenschool die in 1893 de ruïne van grote hoeveelheden grond na talloze aardverschuivingen bevrijdde, en daarmee de grootste constructies van het heiligdom van Apollon en van Athena Pronaia blootlegde, samen met duizenden objecten, inscripties en beeldjes.
Uit de opgravingen is gebleken dat de hele site al vanaf het 5e tot het 3e millennium v.Chr. reeds als neolithische nederzetting in gebruik was tot aan de Minoïsche beschaving en al een heilige plaats was toen zij later van 1375 tot 1100 v.Chr. door de Myceners werd overgenomen. Het orakel ging ook gewoon door nadat het aan de god Apollon was gewijd. De attributen van de vroegere vruchtbaarheidsgodin werden aan Athena overgedragen, die tevens de rol kreeg om haar halfbroer Apollon ter plaatse te beschermen.
De cultus uit de vroege oudheid blijkt eveneens uit de talloze vrouwelijke figurines die onder de archaïsche tempel en de altaren van het heiligdom van Athena Pronaia werden gevonden.
Het heiligdom van Athena Pronaia werd meermalen uitgebreid.
Vaak wordt ten onrechte gedacht dat de Tholos zelf de plaats van het orakel was.
Het gebruik van de Tholos in de Griekse heiligdommen blijft echter onduidelijk, al gaat men uit van een verband met de cultuur om de Chtonische goden.
Wel werden orakels gegeven vanaf de Sibillijnse rots in Delphi, een troonvormige uitwas uit de rots, die thans tussen het schathuis van Athene en de stoa van de Atheners ligt. Daar zou volgens de overlevering ooit de Sibille hebben gezeten die de orakels verleende.